# 301 (عدد)
301 هو عدد صحيح، يلي العدد 300 وويسبق العدد 302.

## في الرياضيات

### خصائص
- عدد طبيعي.[3]
- عدد فردي.[4][5]
- عدد موجب،[6] السالب منه هو -301.[7]

## في التاريخ
- 301 هـ هي سنة في التقويم الهجري.
- هي سنة 301 م في التقويم الميلادي.

## وصلات خارجية
الأعداد الصاتمة، ديوان اللغة العربية.